# Adalet Ağaoğlu
Adalet Ağaoğlu (nacida como Sümer; Nallıhan, Provincia de Ankara, 13 de octubre de 1929-Estambul, 14 de julio de 2020) fue una novelista y dramaturga turca, considerada como una de las principales novelistas de la literatura de su país del siglo XX. También ha incursionado en ensayo, memorias y cuentos.

## Biografía
Nacida en Anatolia Central, fue la segunda de cuatro hermanos y la única hija; sus hermanos fueron Cazip Sümer (1925-1975), el dramaturgo y actor Güner Sumer (1936-1977) y el empresario Ayhan Sumer (1930-2020). Estudió lengua y literatura francesa. Su carrera profesional comenzó en la radio en Ankara donde estuvo a cargo de programas de radioteatro. En 1946 trabajó como crítica teatral en el diario, Ulus. A partir de 1948, su poesía se publicó en revistas literarias. En 1964, cuando se fundó la Türkiye Radyo Televizyon Kurumu (TRT), ocupó el puesto de productora hasta 1971, para dedicarle tiempo a escribir novelas, cuentos, ensayos y obras teatrales entre otros.[cita requerida]

## Carrera editorial
Como escritora, dramaturga y activista de derechos humanos, fue una de las novelistas más destacadas de Turquía. Su prosa se ha construido equilibrando el entorno realista de Turquía que conoce de primera mano con varios elementos de la presión social y los prejuicios hacia el género.
Ha sido galardonada con numerosos honores además de los premios literarios que ha recibido en los campos de la novela, cuento y dramaturgia. Por su percepción de los cambios sutiles y manifiestos en la sociedad turca moderna y su obra titulada Modernism and Social Change, Adalet Ağaoğlu recibió el Premio al Mérito de la Presidencia Turca en 1995. En 1998, recibió el doctorado honorífico —doctor honoris causa— de la Universidad de Anatolia seguido por el de doctora en Filosofía de Letras Humanas de la Universidad Estatal de Ohio.[cita requerida]

## Obras

### Teatro y radioteatro
- Yaşamak – 1955
- Evcilik Oyunu – 1964
- Sınırlarda Aşk – 1965
- Çatıdaki Çatlak – 1965
- Tombala – 1967
- Çatıdaki Çatlak 1967
- Sınırlarda Aşk-Kış-Barış 1970
- Üç Oyun: Bir Kahramanın Ölümü, Çıkış, Kozalar 1973
- Kendini Yazan Şarkı 1976
- Duvar Öyküsü 1992
- Çok Uzak-Fazla Yakın 1991

### Novelas
- Ölmeye Yatmak – 1973
- Fikrimin İnce Gülü – 1976
- Bir Düğün Gecesi – 1979
- Yazsonu – 1980
- Üç Beş Kişi – 1984
- Hayır... – 1987
- Ruh Üşümesi – 1991
- Romantik Bir Viyana Yazı – 1993

## Galardones
- 1974- Premio teatral TDK
- 1975- Premio Sait Faik por Yüksek Gerilim
- 1979- Premio literario Sedat Simavi por Bir Düğün Gecesi
- 1980- Orhan Kemal Roman Armağanı por Bir Düğün Gecesi
- 1980- Premio a la novela Madaralı por Bir Düğün Gecesi
- 1991- Gran Premio del Türkiye İş Bankası por Çok Uzak Fazla Yakın
- 1992- Premio literario del Centro Cultural Lebon por Ruh Üşümesi
- 1997- Premio a la novela Aydın Doğan  por Romantik Bir Viyana Yazı